# Kazimierz Moszyński (wojewoda)
Kazimierz Moszyński (ur. 3 marca 1881 w Narodyczu, zm. 9 listopada 1966 w Warszawie) — polski prawnik, działacz samorządowy, urzędnik państwowy, wojewoda tarnopolski. Honorowy obywatel Tarnopola.

## Życiorys
Urodził się 3 marca 1881 w Narodyczu pow. owruckim, w ziemiańskiej rodzinie Gustawa i Aliny z Kuczewskich. Ukończył prawo na uniwersytecie w Kijowie i tam odbył aplikację adwokacką. Od 1907 do 1919 był burmistrzem Owrucza. 1 maja 1921 został naczelnikiem Wydziału Pracy i Opieki Społecznej w Wołyńskim Urzędzie Wojewódzkim w Łucku. 5 czerwca 1925 otrzymał nominację na stanowisko starosty w Równem w VI stopniu służbowym. Został także wybrany przewodniczącym Powiatowego Związku Komunalnego. W czasie swego trzyletniego urzędowania przyczynił się m.in. do powstania Powiatowej Kasy Oszczędności i do budowy szkoły rzemieślniczej w Równem. 22 listopada 1928 został mianowany wojewodą tarnopolskim na miejsce Mikołaja Kwaśniewskiego. Objął urzędowanie 15 grudnia t.r. Jako wojewoda zajmował się przede wszystkim sprawami zacofanego w tym regionie kraju rolnictwa i programem przebudowy jego struktury, a dalej poprawą stanu sanitarnego województwa, rozbudową i modernizacją komunikacji, ochroną lasów, rozwojem hodowli zwierząt i ochroną ich przed epidemiami, unowocześnieniem gospodarki wodnej, handlu i rzemiosła. Osobiście kierował obroną przeciwpowodziową nad Dniestrem w końcu marca 1929.
9 stycznia 1929 uczestniczył w specjalnej naradzie wojewodów Małopolski Wschodniej w sprawie polityki władz wobec ludności ukraińskiej (w woj. tarnopolskim stanowiła ona ok. 50% ogółu mieszkańców). Na początku 1929 młodzież ukraińska próbowała bojkotować polskie święta państwowe, dochodziło też do sporadycznych ataków na siedziby lokalnych organizacji polskich lub współpracujących z władzami polskimi. Kiedy jesienią 1930 sytuacja zaostrzyła się, Moszyński wydał starostom polecenie roztoczenia szczególnego nadzoru nad zbiorami i zabezpieczenia ich przed podpaleniami. W 1931 rozwiązał kilka stowarzyszeń ukraińskich, a w 1932 27 lokalnych organizacji «Łuhu», «Sokiła» i «Proświty». 10 października 1933 Rada Ministrów uchwaliła wniosek ministra spraw wewnętrznych Bronisława Pierackiego o przeniesienie Moszyńskiego w stan nieczynny i poruczenie obowiązków wojewody tarnopolskiego płk. Arturowi Tomaszowi Maruszewskiemu. Dymisja wojewody była związana ze sprawą właściciela ziemskiego w województwie tarnopolskiem Rudrofa, który zalegał z podatkami w wysokości kilku milionów złotych i Moszyński doprowadził do wszczęcia przeciwko niemu postępowania sądowego; w sprawę tę miał być zamieszany Michał Mościcki, syn prezydenta RP Ignacego Mościckiego. Miesiąc po ustąpieniu z urzędu wojewody, w listopadzie 1933 otrzymał honorowe obywatelstwo Tarnopola decyzją rady tego miasta.
Ponownie był w służbie czynnej w Ministerstwie Spraw Wewnętrznych w okresie od 1 kwietnia 1934 do 1 września 1936. Wchodził też, wraz z Bronisławem Czurukiem, do Rady Fundacji im. hr. Jakuba Potockiego i 1 grudnia 1926 podpisał wspólnie z nim protokół o przekazaniu majątku Potockiego na rzecz Fundacji, przeznaczonej na finansowanie badań nad walką z rakiem i gruźlicą.
W czasie II wojny światowej M., poszukiwany przez gestapo, ukrywał się. Jednocześnie uczestniczył w działalności konspiracyjnej Armii Krajowej.
Po wyzwoleniu pracował w Państwowym Urzędzie Emerytalnym do roku 1950.
Zmarł 9 listopada 1966 w Warszawie, pochowany na cmentarzu Powązkowskim (kwatera 91-4-21).
Był dwukrotnie żonaty. Z pierwszego małżeństwa z Zofią (nieznaną z nazwiska), pełniącą funkcję prezesa oddziału Polskiego Czerwonego Krzyża w Tarnopolu miał synów: Gustawa (1907–1971), inżyniera mechanika, i Wacława (1908–1939), porucznika 9 Pułku Ułanów Małopolskich, poległego w walkach o Warszawę. Z drugiego małżeństwa zawartego w r. 1934 z Danutą Popow pozostawił córkę Barbarę (ur. 1937), zamieszkałą w Kanadzie, i syna Jana (ur. 1938).

## Ordery i odznaczenia
- Krzyż Oficerski Orderu Odrodzenia Polski (10 listopada 1927)[6]